# Okręg wyborczy Brent South
Okręg wyborczy Brent South powstał w 1974 r. i wysyłał do brytyjskiej Izby Gmin jednego deputowanego. Okręg obejmował część hrabstwa Greater London. Został zlikwidowany w 2010 r.

## Deputowani do brytyjskiej Izby Gmin z okręgu Brent South
- 1974–1987: Laurence Pavitt, Co-operative Party
- 1987–2005: Paul Boateng, Partia Pracy
- 2005–2010: Dawn Butler, Partia Pracy